# Gecarcoidea
Genre
Synonymes
- Hylaeocarcinus Wood-Mason, 1874[1]
- Limnocarcinus de Man, 1879[1]
- Pelocarcinus H. Milne Edwards, 1853[1]

Gecarcoidea est un genre de crabes terrestres de la famille des Gecarcinidae.

## Liste d'espèces
Selon World Register of Marine Species (20 décembre 2020) :
- Gecarcoidea humei (Wood-Mason, 1874)[2]
- Gecarcoidea lalandii H. Milne Edwards, 1837
- Gecarcoidea natalis (Pocock, 1889)